# 들소고기
들소고기(bison meat)은 들소의 고기이다. 들소는 유럽들소와 아메리카들소가 있다. 북미에서는 아메리카들소가 가축으로 길러진다. 소고기에 비해 지방이 적고 맛은 비슷하다.